# 고향마을
고향마을(러시아어: Кохян Маыль)은 대한민국 경기도 안산시에 위치한 사할린 한인 거주지이다.
사할린 한인들의 지역 사회 정착은 2000년에 시작되었다. 현재 거주 인구는 주로 노인이며, 2023년 10월 기준으로 764명이다.

## 같이 보기
- 땟골마을